# Larissa França
Larissa França (sinh ngày 14 tháng 4 năm 1982 tại Cachoeiro de Itapemirim) là một nữ vận động viên bóng chuyền bãi biển người Brasil. Cô là nhà vô địch thế giới năm 2011, hai lần dành huy chương vàng Pan American Games vào các năm 2007 và 2011, huy chương đồng Olympic 2012 và huy chương vàng Swatch FIVB World Tour Finals 2015.

## Sự nghiệp

### Trước 2010
Larissa Franca bắt đầu sự nghiệp bóng chuyền bãi biển cùng với Ana Richa. Thành công lớn nhất của họ là vào năm 2003, khi cặp vận động viên này dành huy chương đồng Pan American Games ở Santo Domingo.
Năm 2004, Larissa bắt đầu hợp tác với Juliana Silva. Cả hai tham gia vào hệ thống FIVB Beach Volleyball World Tour ở giải Brazil mở rộng tại Fortaleza, xuất sắc vượt qua vòng loại để đến với vòng đấu chính, nhưng chịu thua trước cặp đồng hương Adriana Behar / Shelda Bede và nhà vô địch Olympic Misty May-Treanor / Kerri Walsh. Cả hai giành được chiếc huy chương đồng sau khi đánh bại Tian Jia / Wang Fei của Trung Quốc. Cùng năm đó, cặp đôi người Brazil có được chiến thắng ở cấp FIVB đầu tiên tại Mallorca, vượt qua cặp người Đức Susanne Lahme và Danja Muesch.
Năm 2005 của Larissa và Juliana còn thành công hơn, khi họ dành 6 trên 15 giải đấu ở hệ thống FIVB World Tour, đồng thời lập kỉ lục 14 lần có mặt trên bục trao giải (kỉ lục của cả giải nam và nữ). Cuối năm đó, cả hai giành được chiến thắng trung cuộc tại bảng xếp hạng FIVB World Tour 2005. Họ tiếp tục lặp lại danh hiệu này vào các năm 2006, 2007 và 2009. Trong cả bốn năm đó, họ đều nhận giải "Cặp vận động viên của năm". Từ năm 2006 đến 2009, Larissa Franca được bình chọn là "Tay kiến tạo tốt nhất". Năm 2006, cô được bầu là "Vận động viên xuất sắc nhất". Năm 2008 và 2009, cô lần lượt được bình chọn là "Tay đập tốt nhất" và "Phòng thủ tốt nhất".
Tại Giải vô địch bóng chuyền bãi biển Thế giới năm 2005 ở Berlin, Larissa và Juliana dành dược huy chương bạc. Họ cũng làm được điều tương tự vào năm 2009 ở Stavanger, thêm vào đó là chiếc huy chương dồng vào năm 2007 ở Gstaad - cũng là năm họ giành được huy chương vàng tại Pan American Games.
Tại Olympic 2008, Larissa Franca đấu cặp cùng với Ana Paula (Juliana gãy gập chân ở một giải đấu trước đó). Cả hai đi đến được vòng tứ kết nhưng để thua cặp đôi Mỹ Kerri Walsh / Misty May - Treanor - nhà vô địch sau đó, và kết thúc Thế vận hội ở vị trí thứ năm.

### 2010
Larissa và Juliana dành huy chương vàng tại giải đấu mở màn FIVB World Tour 2010 trên sân nhà Brasilia, vượt qua cặp đôi người Đức Laura Ludwig / Sara Goller. Ở Thượng Hải, họ để thua đương kim vô địch thế giới Jennifer Kessy / April Ross ở trận chung kết. Ở Roma, cả hai để thua cặp đồng hương Talita Antunes / Maria Antonelli. Cặp đôi trở lại mạch chiến thắng tại Seoul, sau khi dành huy chương đồng tại Moskva. Hai vận động viên dành chiến thắng thứ ba, thứ tư và thứ năm trong mùa giải tại các giải đấu ở Na Uy, Thụy Sĩ và Áo. Sau một khoảng nghỉ, cà hai tiếp tục dành chiến thắng thứ sáu ở Ba Lan, rồi tiếp đó đánh bại nhà vô địch Olympic Walsh và May ở Kristiansand, vượt qua cặp Trung Quốc Xue Chen / Zhang Xi để lên ngôi lần thứ bảy. Tại Åland, Xue và Zhang phục thù thành công, cũng là lần đầu tiên họ dành chiến thắng trước Larissa và Juliana. Sau khi đứng hạng năm tại Den Haag, Larissa và Juliana quyết định kết thúc mùa giải, không tham dự hai giải đấu cuối cùng trong hệ thống. Dù vậy, họ vẫn đứng đầu bảng xếp hạng World Tour, cùng với danh hiệu "Cặp vận động viên của năm". Larissa được bình chọn là "Tay đập" và "Tay kiến tạo" xuất sắc nhất mùa giải.

### 2011

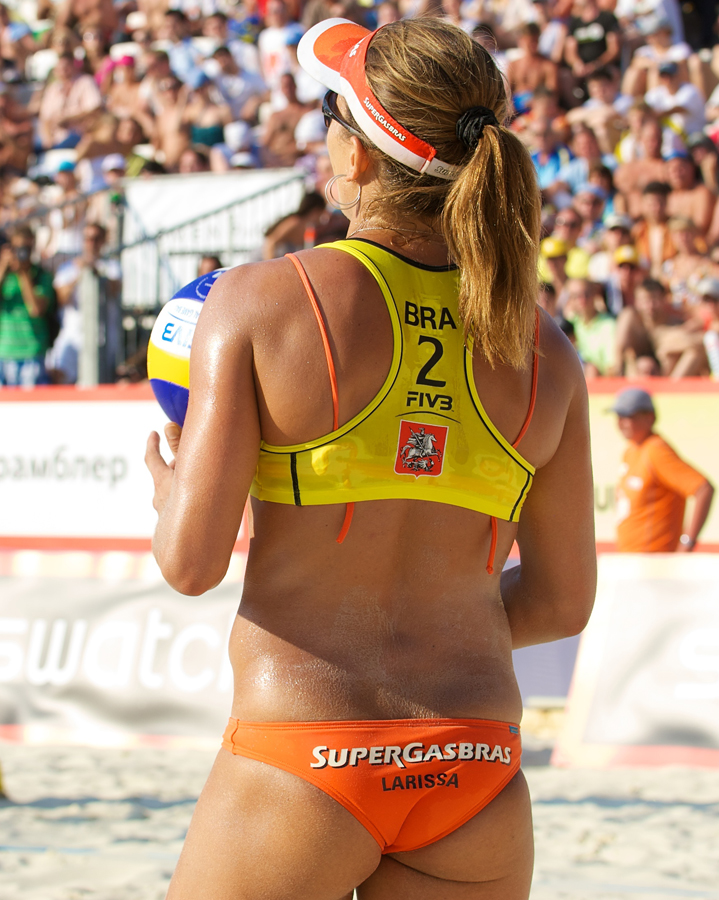
Larissa Franca tại Moscow năm 2011

Tại Brasilia, Larissa và Juliana tiếp tục lặp lại thành công trước đó một năm, đánh bại May - Treanor và Walsh, trở thành cặp đôi thành công nhất trong lịch sử FIVB với 37 chiến thắng ở các giải đấu. Họ tiếp tục vô địch giải đấu ở Sanya, nhưng chỉ đứng thứ năm tại Thượng Hải khi thua chị em Doris Schwaiger và Stefanie Schwaiger. Cả hai khởi động không thể tệ hơn cho Giải vô địch bóng chuyền bãi biển thế giới 2013 bằng việc để thua ngay ở vòng loại đầu tại giải Grand Slam Bắc Kinh.
Tại giải vô địch thế giới ở Rome, Larissa và Juliana vượt qua vòng bảng với thành tích toàn thắng cùng với tỉ số 2:0. Tiếp đó, trong vòng loại trực tiếp, họ dễ dàng vượng qua các cặp đôi Graessli / Goricanec người Thụy Sĩ, Maria Clara Salgado / Carolina Solberg Salgado đồng hương, Fendrick / Hanson người Mỹ và Klapalova / Hajeckova người Czech để đi đến trận chung kết. Cả hai đánh bại kì phùng địch thủ Walsh / May-Treanor với các tỉ số 21:17, 13:21 và 16:14, qua đó lần đầu tiên bước lên đỉnh của Thế giới.
Phần còn lại của mùa giải, cặp đôi Nam Mỹ tiếp tục chiến thắng tại Gstaad, Stare Jablonki và Den Haag, về nhì tại Moscow, cùng với hai chiếc huy chương đồng tại Stavanger và Aland. Với rất nhiều chiến thắng ở các giải đấu quan trọng trong năm 2011, cặp đôi quyết định hủy tham gia giải đấu cuối cùng tại Thái Lan. Larissa nhận được hai giải thương "Cặp vận động viên của năm" và "Tay kiến tạo tốt nhất"

### 2012

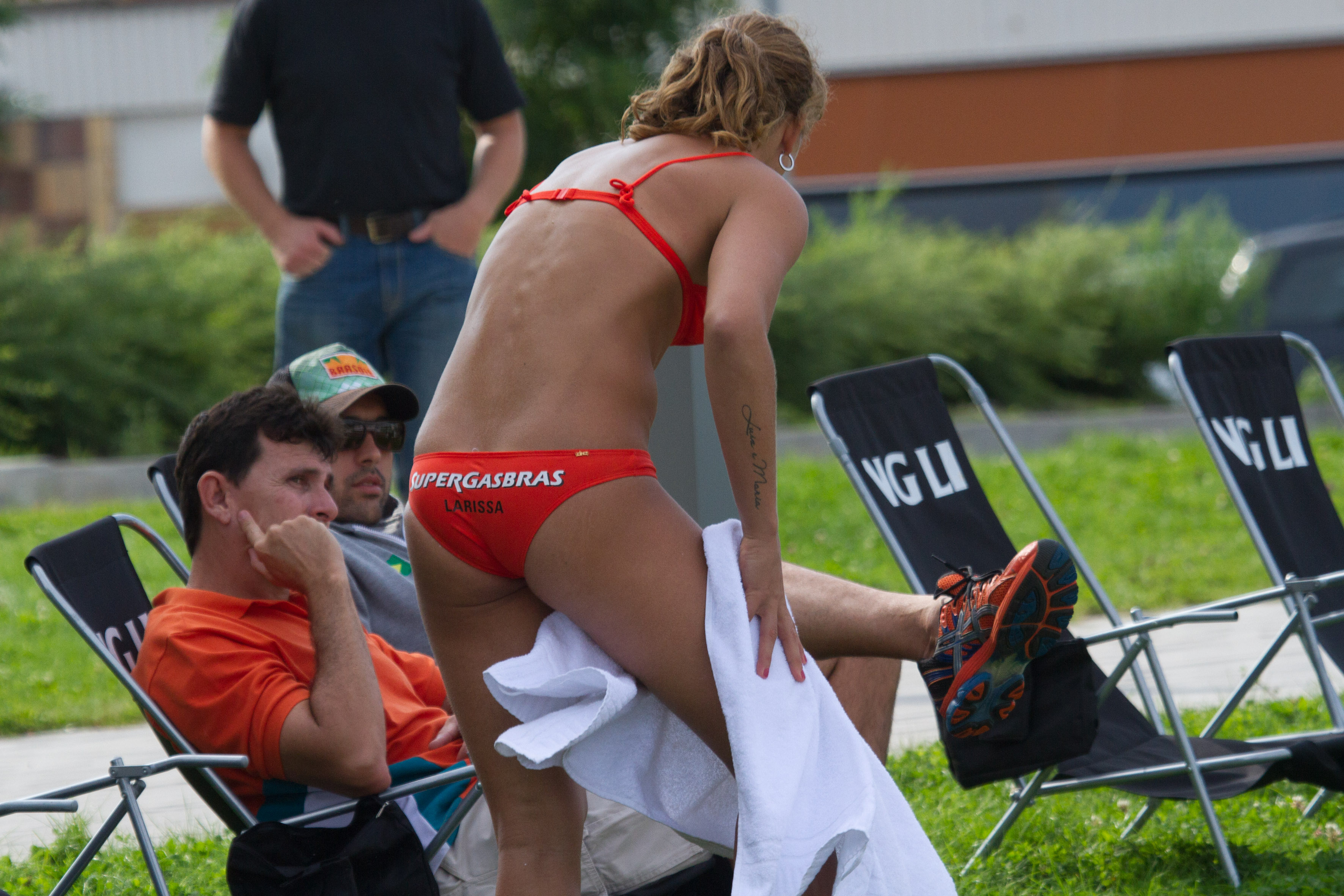
Larissa tại Phần Lan năm 2012

Tại Olympic 2012, Larissa và Juliana dễ dàng lọt vào trận bán kết với kết quả áp đảo trước các cặp đôi đến từ Đức, CH Czech hay Mauritius. Tuy nhiên, nhà đương kim vô địch Thế giới bất ngờ để thua trước cặp April Ross và Jennifer Kesy trong một trận đấu 3 set quyết liệt dưới cái lạnh cắt da vào buổi đêm ở London. Tỉ số chung cuộc là 21-15, 19-21, 12-15 cho cặp đôi người Mỹ. Larissa và Juliana nhận nhiều lợi thế khi April Ross và Kessy đang có phong độ tồi và chỉ vượt qua các vòng đấu nhờ may mắn, cùng với việc hai vận động viên Mỹ phải thi đấu với chỉ chiếc áo tay dài cùng với chiếc quần bikini ngắn cũn cỡn dưới cái lạnh cắt da, nhưng lại để cặp đôi này lội ngược dòng trong sự thất vọng của khán giả. Olympic kết thúc với việc cả hai dành huy chương đồng sau khi vượt qua Xue Chen và Zhang Xi tại trận tranh giải ba.
Sau khi giải đấu kết thúc, Larissa Franca tuyên bố tạm nghỉ thi đấu vì lý do riêng, nhưng cô cũng để lại một lời hứa hẹn sẽ trở lại trong một ngày không xa.

### 2014/2015
Larissa Franca trở lại đấu trường chuyên nghiệp sau hai năm vắng bóng, đánh cặp cùng với Talita Antunes, kì phùng địch thủ một thời của cô. Cả hai gặt hái được nhiều thành công với nhiều chiến thắng tại các giải Grand Slam, nhưng lại thất bại tại Giải vô địch bóng chuyền bãi biển thế giới 2015 ở Hà Lan, để thua cặp đôi của đồng đội cũ Juliana cùng với Maria Antoneli ngay ở vòng loại đầu tiên. Tuy nhiên sau đó, cả hai nhanh chóng quên đi thất bại với chức vô địch tại giải đấu danh giá cuối năm World Tour Finals tại Fort Lauderdale, Florida, vượt qua cặp đôi đang lên của Đức là Laura Ludwig và Kira Walkenhorst.

### Olympic Rio 2016
Tại Thế vận hội Mùa hè 2016, Larissa và Talita là một trong những niềm hi vọng dành huy chương vàng của thể thao Brazil. Họ vượt qua bảng A của môn bóng chuyền bãi biển mà không để thua một set nào trước các cặp đôi đến từ Nga, Ba Lan và Hoa Kỳ. Ở vòng 16 đội, họ vượt qua cặp Borger/Buthe của Đức với tỉ số 2-0. Ở vòng tứ kết, dù để thua set đầu trước cặp Joana Heidrich và Nadine Zumkehr của Thụy Sĩ, nhưng Larissa và Talita đã lội ngược dòng, thắng 2-1 để lọt vào bán kết, lần thứ hai liên tiếp cho bản thân Larissa. Tuy nhiên, họ kết thúc Olympic trên sân nhà với hai trận thua chóng vánh, đầu tiên là ở bán kết với tỉ số 2-0 trước cặp Ludwig/Walkenhorst của Đức, sau đó là tỉ số 2-1 ở trận tranh huy chương đồng trước cặp của nhà cựu vô địch Olympic Kerri Walsh và đồng đội April Ross người Mỹ.

## Đời tư và lối chơi
Năm 2013, Larissa Franca công khai mình là một người đồng tính. Sau đó, cô kết hôn với người đồng nghiệp từng giành huy chương đồng Giải vô địch bóng chuyền bãi biển thế giới 2013 Liliane Maestrini.
Larissa là vận động viên giàu thành tích nhất trong lịch sử FIVB World Tour, và cũng là một huyền thoại của bộ môn này. Rất nhiều vận động viên ở lớp trẻ lấy cô làm hình mẫu để phấn đấu, trong đó có nổi bật nhất là Laura Ludwig.

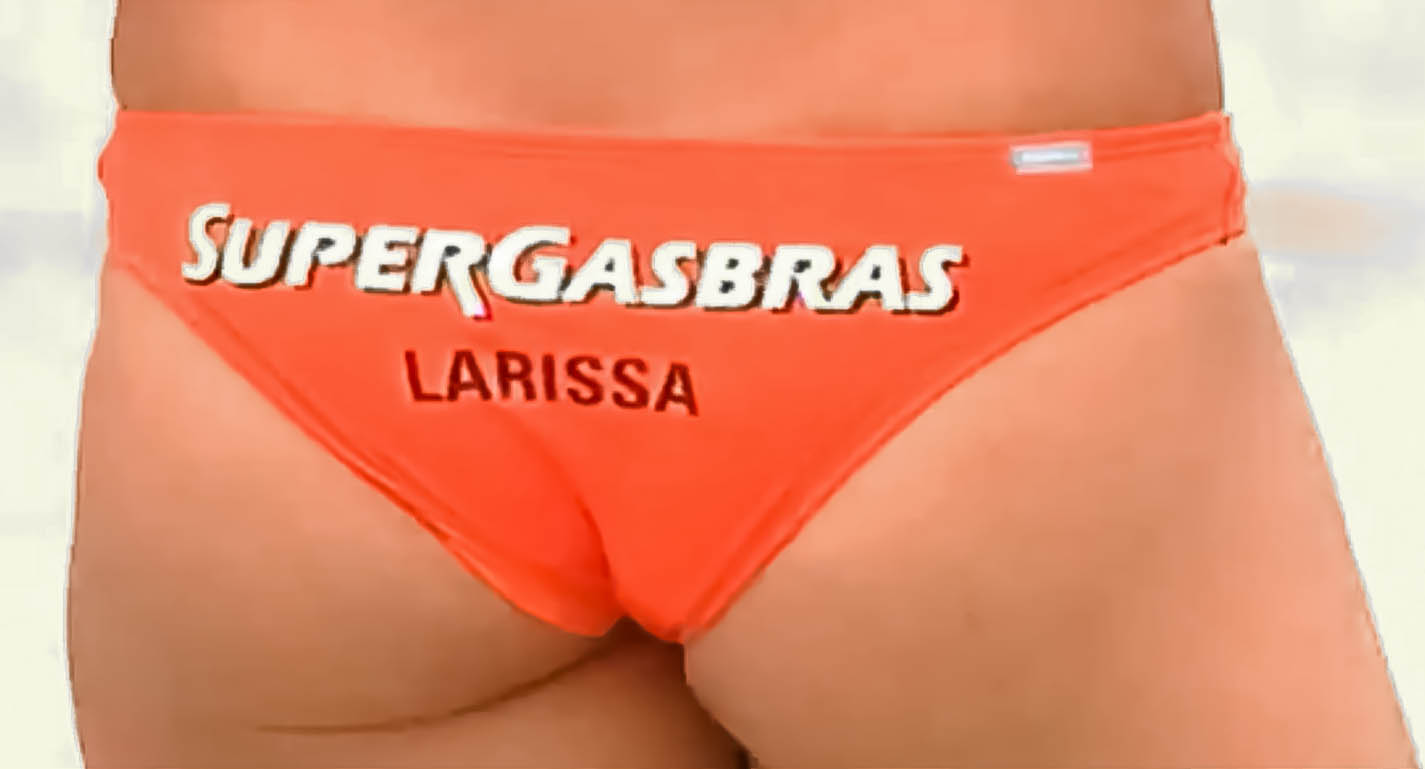
Quần thi đấu của Larissa với logo nhà tài trợ

Larissa Franca từng là khuôn mặt đại diện của hãng năng lượng Brazil Supergasbras khi còn đấu cặp với Juliana. Trên quần thi đấu của cả hai có in logo của hãng này.

## Liên kết riêng
- Larissa França - Players' Database bei der FIVB
- Juliana und Larissa in Klagenfurt Lưu trữ ngày 26 tháng 12 năm 2015 tại Wayback Machine